# 송환영
송환영(宋晥永, 1997년 10월 11일~)은 대한민국의 축구 선수이다.

## 어린 시절
초등학교 4학년 때부터 축구를 시작한 유성생명과학고등학교를 거쳐 한양대학교에 입학했으며, 한양대학교 시절에는 U리그 득점왕을 차지했다.

## 구단 경력
2019년에 K리그의 충남 아산에서 프로 생활을 시작했다. 이후 2022년에 슬로바키아의 FK 휴멘네로 이적했다.

## 국가대표팀 경력
2020년 하계 올림픽을 위한 대한민국 U-23 축구 국가대표팀 훈련 캠프에 소집됐다.